# 津田 (小惑星)
津田（つだ、79254 Tsuda）は、太陽系の小惑星のひとつ。
1994年に愛媛県久万高原町の久万高原天体観測館職員の中村彰正により発見された。広島東洋カープのリリーフ投手として活躍した津田恒実（1960年 - 1993年）にちなんで2007年に命名された。